# Leo Nauwelaers
Leo Nauwelaers (Vilvoorde, 27 juli 1924 - 3 april 1989) was een Belgisch senator.

## Levensloop
Hij werd beroepshalve industrieel.
Voor de CVP werd Nauwelaers verkozen tot gemeenteraadslid van Vilvoorde, waar hij van 1959 tot 1971 schepen was. Daarna was hij van 1971 tot 1974 schepen van de Randfederatie Vilvoorde.
Van 1974 tot 1977 zetelde hij eveneens namens het arrondissement Brussel in de Belgische Senaat. In de periode april 1974-april 1977 zetelde hij als gevolg van het toen bestaande dubbelmandaat ook in de Cultuurraad voor de Nederlandse Cultuurgemeenschap, die op 7 december 1971 werd geïnstalleerd en de verre voorloper is van het huidige Vlaams Parlement.